# Chelonus scabrator
Chelonus scabrator är en stekelart som först beskrevs av Fabricius 1793.  Chelonus scabrator ingår i släktet Chelonus och familjen bracksteklar. Arten är reproducerande i Sverige. Inga underarter finns listade i Catalogue of Life.